# Aleixúnino
Aleixúnino (en rus: Алешунино) és un poble de l'óblast de Vladímir, a Rússia, segons el cens del 2010 tenia 57 habitants. Pertany al districte municipal de Múrom.